# 749年
| 千纪： | 1千纪                                                                                              |
| 世纪： | 7世纪 \| 8世纪 \| 9世纪                                                                            |
| 年代： | 710年代 \| 720年代 \| 730年代 \| 740年代 \| 750年代 \| 760年代 \| 770年代                          |
| 年份： | 744年 \| 745年 \| 746年 \| 747年 \| 748年 \| 749年 \| 750年 \| 751年 \| 752年 \| 753年 \| 754年    |
| 纪年： | 己丑年（牛年）；唐（新罗）天寶八載；日本天平二十一年，天平感宝元年，天平胜宝元年；渤海国大興十二年 |

## 大事记
- 唐朝哥舒翰收復741年失陷於吐蕃的石堡城，唐軍在青海勢力達到頂峰。
- 由於唐玄宗後期府兵制遭到了嚴重破壞，管理府兵的折衝府無兵可招，於是停止徵發府兵，改行募兵制。
- 日本
  - 7月2日——聖武天皇出家，由孝谦天皇继位。
- 其他
  - 岑参出塞西行。
- 瓦西特围城战，阿拔斯军队围困伍麦叶王朝瓦西特。